# Uwe Jensen (Mathematiker, 1958)
Uwe Jensen (* 15. September 1958 in Hamburg) ist ein deutscher Mathematiker und Hochschullehrer. 

## Leben
Nach dem Abitur 1977 an der Hebbelschule in Kiel studierte er von 1979 bis 1987 Mathematik an der Universität Kiel (1987 Diplomarbeit in Mathematik bei Joachim Ahrens). Nach der Promotion zum Dr. phil. bei Helmut Lütkepohl in Kiel und der Habilitation ebenda 2000 (venia legendi für Statistik und Ökonometrie) bei Gerd Hansen und Stefan Mittnik wurde er 2010 außerplanmäßiger Professor und Geschäftsführender Direktor des Instituts für Statistik & Ökonometrie der Christian-Albrechts-Universität zu Kiel. Seine Fachgebiete sind Statistik und Ökonometrie, Arbeitsökonomie sowie Glücksforschung.
Jensen beschäftigt sich bereits zwei Jahrzehnte mit Studien und Publikationen zum Thema Glück. Durch Verfahren der Ökonometrie setzt er Größen wie Arbeit, Einkommen und Bildung mit Lebenszufriedenheit in Beziehung. Er stützt sich dabei insbesondere auf die umfangreichen Daten des Sozio-oekonomischen Panels, einer seit 1984 laufenden Studie des Deutschen Instituts für Wirtschaftsforschung, auf deren Grundlage der Glücksatlas erstellt wird.

## Schriften (Auswahl)
- Herleitung, Berechnung und ökonomische Anwendung von Rao-Distanzen. Bergisch Gladbach 1993, ISBN 3-89012-312-0.
- Mathematik für Wirtschaftswissenschaftler. Vorlesungsbegleittext zu Vorkurs, lineare Algebra und Analysis. München 1998, ISBN 3-486-24682-8.
- Robuste Frontierfunktionen, methodologische Anmerkungen und Ausbildungsadäquanzmessung. Frankfurt am Main 2001, ISBN 3-631-37397-X.
- mit Karl Bosch: Klausurtraining Mathematik, De Gruyter, 2002, ISBN 978-3-486-25728-1
- Klausursammlung zur Mathematik für Wirtschaftswissenschaftler. München 2006, ISBN 3-486-58119-8.
- Wozu Mathe in den Wirtschaftswissenschaften?, Vieweg + Teubner, 2011 ISBN 978-3-8348-1237-7